# Tumba abovedada de Menidi
La tumba abovedada de Menidi (en griego, Θολωτός Τάφος του Μενιδίου) es un monumento funerario del periodo micénico situado en el municipio de Ajarnés, a 10 kilómetros del centro de Atenas, en la región del Ática, Grecia. 
Esta tumba abovedada se encuentra a unos 3 km de la localidad actual de Ajarnés, en el área conocida como Kokkinos Mylos. Fue excavada en 1879 por arqueólogos del Instituto Arqueológico Alemán de Atenas junto con el griego Panagiotis Stamatakis.

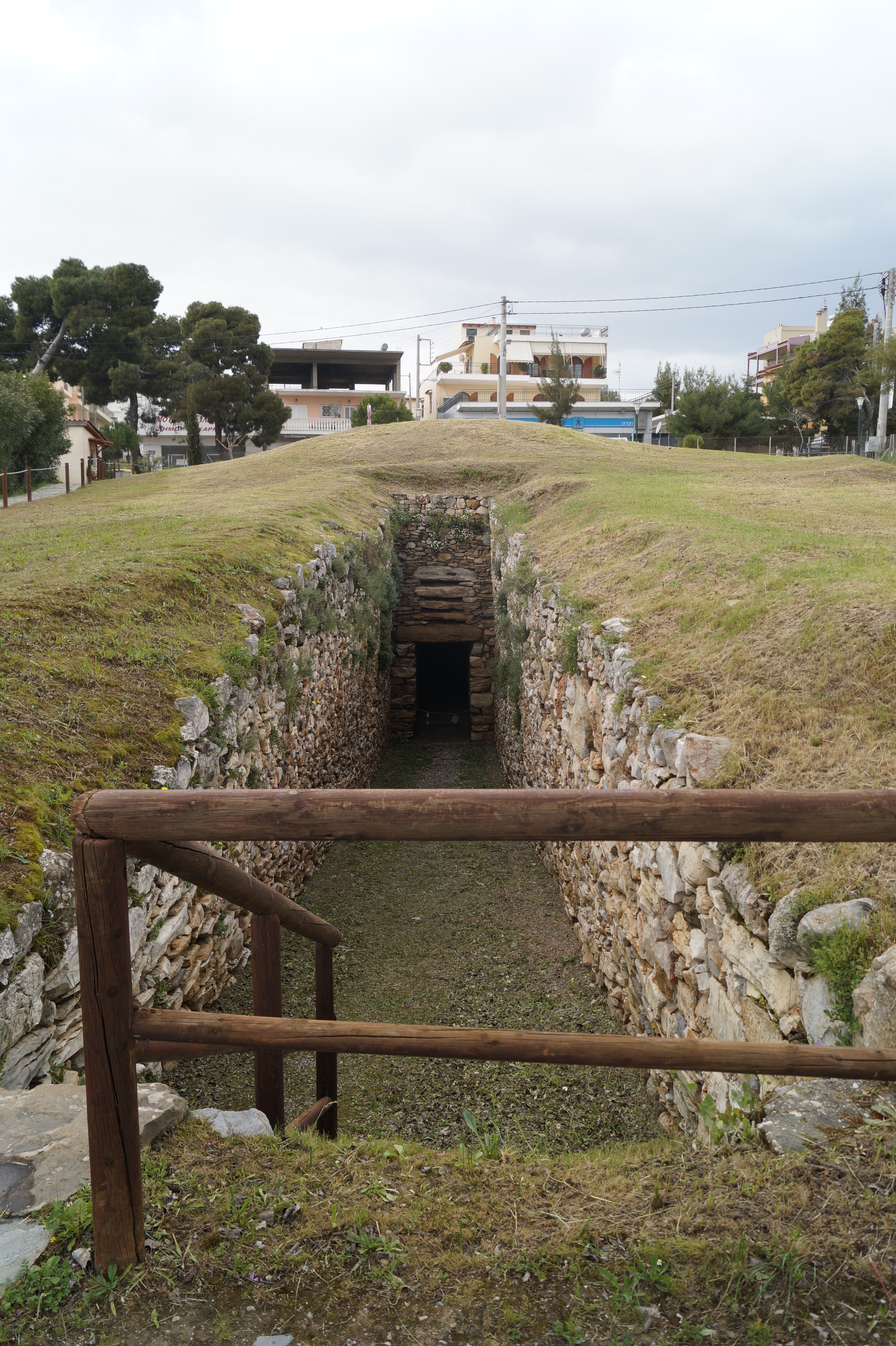
Entrada.

Está en la ladera de una colina artificial y consta de tres partes: un largo corredor o dromos de 27 m, una entrada (o stoma) que mide 3,35 m de profundidad y 1,50 m de ancho, y la cámara funeraria, con un diámetro de 8,35 m y una cúpula que tiene forma de colmena, de 8,74 m de altitud máxima. El corredor y la entrada están construidos con piedras no muy grandes de forma irregular. El dintel de la puerta está formado por una gran piedra alargada y, sobre él, otras cuatro piedras paralelas más pequeñas pero también alargadas y con huecos entre ellas (a diferencia de otras tumbas abovedadas que tienen sobre el dintel una estructura triangular con un relieve).
En su interior se encontraron recipientes de piedra y de cerámica, armas de bronce, colmillos de jabalí que debían pertenecer a un casco, sellos y joyas. Algunos de los recipientes procedían del área de Canaán. Un hallazgo singular muy destacado es una lira de marfil que debía tener 7 u 8 cuerdas y está decorada con esfinges. También es destacable una píxide cilíndrica de marfil con decoración de cabras montesas. 
Por sus características, se estima que esta tumba perteneció a la familia de un príncipe o soberano de los siglos XIV o XIII a. C. Aunque no se sabe con seguridad la naturaleza del territorio que dominaba este soberano, es posible que los restos de un asentamiento a 1 km de la tumba estén relacionados con él.
Por otra parte, los hallazgos del exterior de la tumba, que incluyen vasos de diferentes tipos, escudos y figurillas de animales, indican la celebración de ritos del culto heroico griego hasta el siglo V a. C.
Los hallazgos se conservan en el Museo Arqueológico Nacional de Atenas. Por otra parte, en la Colección Arqueológica de Ajarnés se expone información sobre este monumento funerario.

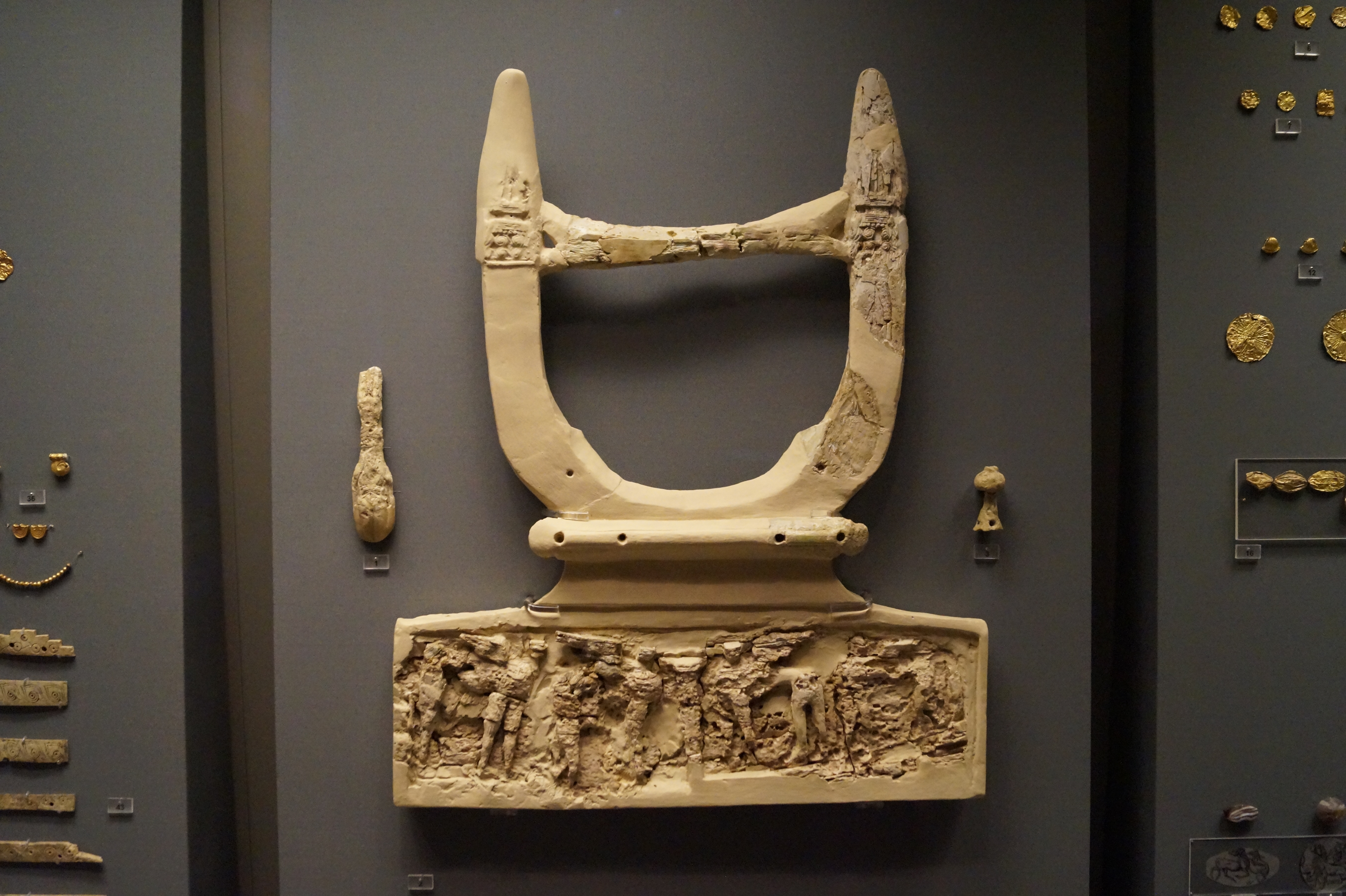
La lira de marfil

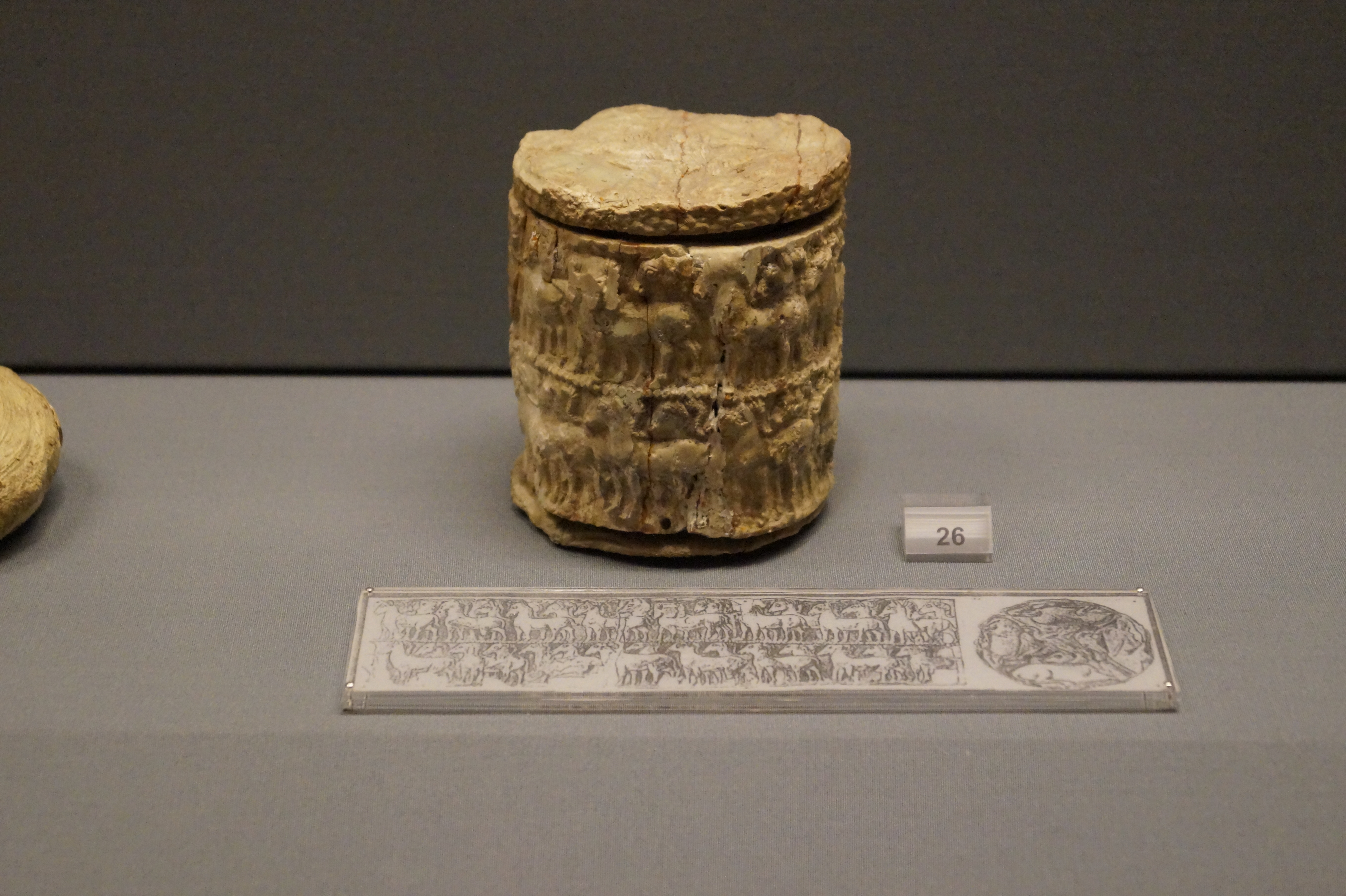
La píxide con decoración en relieve